# Snogeröd
Snogeröd is een plaats in de gemeente Höör in het Zweedse landschap Skåne en de provincie Skåne län. De plaats heeft 189 inwoners (2005) en een oppervlakte van 14 hectare. De omgeving van de plaats bestaat met name uit akkers, ook grenst Snogeröd aan het meer Östra Ringsjön.

## Verkeer en vervoer
Bij de plaats lopen de Riksväg 17 en Riksväg 23. Twee kilometer zuidelijker loopt de E22.
De plaats had vroeger een station aan de Östra Skånes Järnvägar.
Höör · Löberöd (deels) · Sätofta · Tjörnarp · Ormanäs och Stanstorp · Ljungstorp och Jägersbo · Norra Rörum · Snogeröd · Ekeborg · Bokeslund · Gamla Bo ·